# Laguna de Medina
Laguna de Medina är en sjö i Spanien.   Den ligger i provinsen Provincia de Cádiz och regionen Andalusien, i den södra delen av landet, 500 km söder om huvudstaden Madrid. Laguna de Medina ligger 16 meter över havet. Arean är 0,85 kvadratkilometer. Trakten runt Laguna de Medina består till största delen av jordbruksmark. Den sträcker sig 0,8 kilometer i nord-sydlig riktning, och 1,3 kilometer i öst-västlig riktning.